# Alheim
Alheim ist eine Gemeinde im osthessischen Landkreis Hersfeld-Rotenburg.

## Geographie
Die Gemeinde liegt im Landkreis Hersfeld-Rotenburg etwa 35 km südöstlich von Kassel und nur wenige Kilometer nordwestlich von Rotenburg an der Fulda. Sie erstreckt sich beiderseits der Fulda in das Knüllgebirge und das Stölzinger Gebirge hinein. Der in diesem Gebirge gelegene 549 m hohe Berg Alheimer gab der Gemeinde ihren Namen.

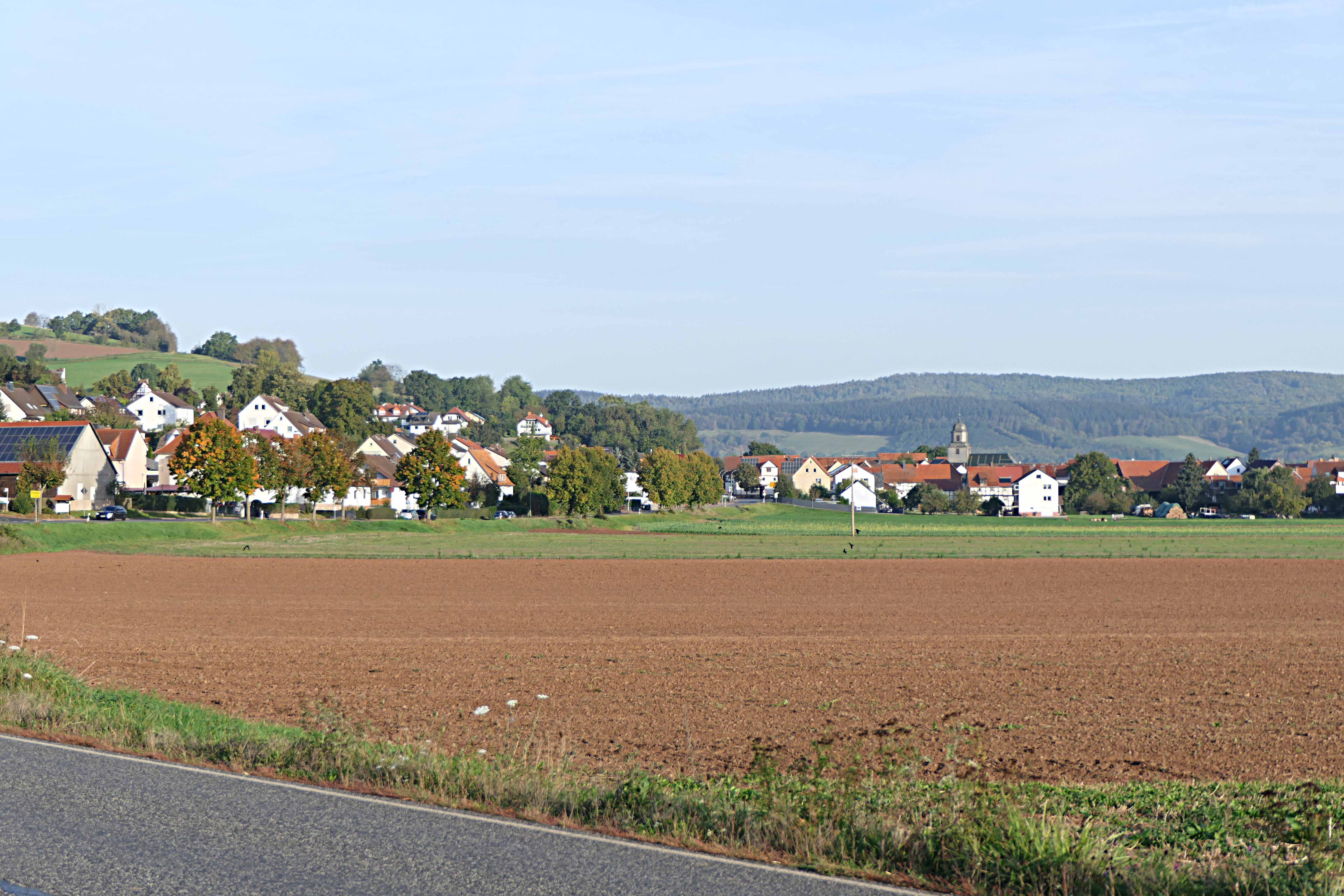
Ortsteil Baumbach von Süden

### Gemeindegliederung
Die Gemeinde besteht aus den Ortsteilen
- Baumbach
- Erdpenhausen
- Heinebach
- Hergershausen
- Licherode
- Niederellenbach
- Niedergude
- Oberellenbach
- Obergude
- Sterkelshausen

Die Einwohnerzahl beträgt etwa 4800, wovon mehr als 2500 Personen in Heinebach, dem größten der zehn Ortsteile und wirtschaftlichem Zentrum der Gemeinde, wohnen.

### Nachbargemeinden
Alheim grenzt im Norden an die Gemeinde Morschen und die Stadt Spangenberg (beide im Schwalm-Eder-Kreis), im Osten an die Stadt Rotenburg an der Fulda, im Süden an die Gemeinde Ludwigsau (beide im Landkreis Hersfeld-Rotenburg) sowie im Westen an die Gemeinde Knüllwald (im Schwalm-Eder-Kreis).

## Geschichte

### Gebietsreform
Im Rahmen der Gebietsreform in Hessen gingen durch Landesgesetz Baumbach, Erdpenhausen, Heinebach (bis dahin im Landkreis Melsungen), Hergershausen, Licherode, Niederellenbach, Niedergude, Oberellenbach, Obergude und Sterkelshausen am 1. August 1972 in der neuen Gemeinde Alheim auf.

### Einwohnerentwicklung
| Jahr              | Einwohner |
| ----------------- | --------- |
| 1970              | 4747      |
| 1981              | 4534      |
| 2003              | 5311      |
| 31. Dezember 2014 | 5032      |
| 31. Dezember 2022 | 4982      |

## Politik

### Gemeindevertretung
Die Kommunalwahl am 14. März 2021 lieferte folgendes Ergebnis, in Vergleich gesetzt zu früheren Kommunalwahlen:
| Gemeindevertretung – Kommunalwahlen 2021 | Gemeindevertretung – Kommunalwahlen 2021                                |
| --- | ----------------------------------------------------------------------- |
| Stimmenanteil in %Wahlbeteiligung: 59,6 % 50403020100 43,5 %35,1 %11,3 %10,1 % SPDCDUFDPGrüneGewinne und Verlusteim Vergleich zu 2016 %p 12 10 8 6 4 2 0 −2 −4 −6−4,2 %p−4,1 %p−1,9 %p+10,1 %pSPDCDUFDPGrüne | SitzverteilungInsgesamt 23 Sitze - SPD: 10 - Grüne: 2 - FDP: 3 - CDU: 8 |

| Parteien und Wählergemeinschaften | Parteien und Wählergemeinschaften           | % 2021 | Sitze 2021 | % 2016 | Sitze 2016 | % 2011 | Sitze 2011 | % 2006 | Sitze 2006 | % 2001 | Sitze 2001 |
| SPD                               | Sozialdemokratische Partei Deutschlands     | 43,5   | 10         | 47,7   | 11         | 52,3   | 12         | 48,3   | 13         | 51,9   | 16         |
| CDU                               | Christlich Demokratische Union Deutschlands | 35,1   | 8          | 39,2   | 9          | 43,6   | 10         | 46,6   | 13         | 42,3   | 13         |
| FDP                               | Freie Demokratische Partei                  | 11,3   | 3          | 13,2   | 3          | 4,0    | 1          | 5,1    | 1          | 5,8    | 2          |
| GRÜNE                             | Bündnis 90/Die Grünen                       | 10,1   | 2          | —      | —          | —      | —          | —      | —          | —      | —          |
| gesamt                            | gesamt                                      | 100,0  | 23         | 100,0  | 23         | 100,0  | 23         | 100,0  | 27         | 100,0  | 31         |
| Wahlbeteiligung in %              | Wahlbeteiligung in %                        | 59,6   | 59,6       | 59,9   | 59,9       | 57,8   | 57,8       | 68,0   | 68,0       | 70,5   | 70,5       |

### Bürgermeister
Nach der hessischen Kommunalverfassung wird der Bürgermeister für eine sechsjährige Amtszeit gewählt, seit dem Jahr 1993 in einer Direktwahl, und ist Vorsitzender des Gemeindevorstands, dem in der Gemeinde Alheim neben dem Bürgermeister ehrenamtlich ein Erster Beigeordneter und sechs weitere Beigeordnete angehören. Bürgermeister ist seit dem 1. April 2023 Andreas Brethauer (SPD), der bis dahin als Erster Beigeordneter dem Gemeindevorstand angehörte. Sein Amtsvorgänger Jochen Schmidt schied 20 Monate nach Amtsantritt nach einem erfolgreichen Abwahlantrag der Gemeindevertretung am 15. November 2022 vorzeitig aus dem Amt, um damit einem Bürgerentscheid zur Abwahl zuvorzukommen. Danach leitete Andreas Brethauer als Erster Beigeordneter die Gemeindeverwaltung kommissarisch und die Wahl des neuen Bürgermeisters musste vorgezogen werden. Andreas Brethauer erhielt am 12. März 2023 im ersten Wahlgang bei 66,18 Prozent Wahlbeteiligung 62,96 Prozent der Stimmen.
Amtszeiten der Bürgermeister
- 2023–2029 Andreas Brethauer (SPD)[8]
- 2021–2022 Jochen Schmidt[9]
- 1997–2021 Georg Lüdtke (SPD)[12]

### Gemeindepartnerschaften
Seit 2001 besteht die Gemeindepartnerschaft mit der Gemeinde Zandhoven in Belgien. Seit 1971 besteht eine Partnerschaft zwischen dem größten Ortsteil Heinebach und dem Ortsteil Pulle, der zwischenzeitlich zu Zandhoven gehört.

## Bauwerke
- Die Kirchen in den einzelnen Ortsteilen sind zum Teil noch mit ihren mittelalterlichen Wehrmauern erhalten.
- Auf dem Heineberg sind Reste von Wallanlagen erhalten, die von Befestigungsanlagen aus dem 8. oder 10. Jahrhundert stammen. Bei Grabungen im Jahre 1974 wurden dort auch die Fundamente einer frühmittelalterlichen Kirche gefunden.
- siehe auch Liste der Kulturdenkmäler in Alheim

## Rad- und Wanderwege
Es wurden themenbezogenen Rundwanderwege eingerichtet. Hier sind vor allem der Bergbauhistorische Lern- und Erlebnispfad, der Wassererlebnispfad und der kulturhistorische Rundwanderweg zu nennen. Am Rand des Ortsteils Heinebach verlaufen folgende Radwanderwege:
- Der Hessische Radfernweg R1 (Fulda-Radweg) führt über 250 km von den Höhen der Rhön entlang der Fulda bis Bad Karlshafen an der Weser.
- Der Hessische Radfernweg R5 (Nordhessenroute Eder-Fulda-Werra) führt über 220 km von Willingen im Upland entlang des südlichen Ederseeufers, über Homberg (Efze) und Rotenburg an der Fulda bis nach Wanfried an der Werra.
- Die D-Route 9 (Weser-Romantische Straße) führt von der Nordsee über Bremen, Kassel, Fulda und das Taubertal nach Füssen im Allgäu (1197 km).

Beliebtes Ausflugs- bzw. Wanderziel ist der Alheimer-Turm auf dem gleichnamigen Berg im Stölzinger Gebirge.

## Persönlichkeiten
- Franz Korwan, Landschaftsmaler (1865–1942)
- F. C. Gundlach, Modefotograf, Kurator und erster Ehrenbürger der Gemeinde (* 1926 in Heinebach; † 2021)
- Manfred Siebald, christlicher Liedermacher (* 1948 in Baumbach)